# Tinui
Tinui est une petite localité située dans la région de Wairarapa, dans l’île du Nord de la Nouvelle-Zélande.

## Situation
C’est un petit village localisé à approximativement 40 kilomètres de la ville de Masterton.

## Toponymie
Le nom vient des mots maoris : ti, « cabbage tree », et nui, « nombreux ».

## Installations
Le village ne consiste qu’en deux rues :Charles Street et Blackhill Road, mais il sert aussi de centre fonctionnel pour la région avec :
- le Tinui War Memorial Hall
- l’école primaire de Tinui
- un magasin d’artisanat[2]
- le Tinui General Store
- l'hôtel Tinui
- l’église anglicane du Bon Pasteur[3]
- La station de pompiers volontaires ruraux[4]

## Éducation
L’école primaire de Tinui est une petite école desservant les communes des secteurs de Mangapakeha, Tinui, Annedale, Tinui Valley, Whakataki, Castlepoint et Mataikona .
Elle a un décile de 6 et approximativement 55 élèves.

## Histoire
Tinui était le premier lieu de Nouvelle-Zélande à avoir une croix commémorant la Journée de l'ANZAC : le vicaire mena une expédition le 25 avril 1916 pour mettre en place une grande croix en métal sur le Mont Tinui Taipo, un grand promontoire de 360 m de hauteur, situé derrière le village, pour commémorer les morts au combat, dès que le service militaire fut institué.
En 2006,21 coups de fusil tirés par les soldats du Waiouru Army Camp (en) pour saluer le 90e anniversaire.
En 2009, la Royal New Zealand Air Force commença à promouvoir Tinui comme une alternative au déplacement vers Gallipoli.
Le ministre des anciens combattants Judith Collins dit de cette  promotion : « Je serais ravie de voir Tinui devenir un lieu où les gens viendraient se recueillir et se souvenir de ceux qui sont tombés au combat ».

## Inondations
Tinui a souvent été inondée car elle est située sur les plaines fluviales à côté du confluent du fleuve Whareama et de la rivière Tinui.
La première inondation fut enregistrée en 1858, quand l’eau recouvrit la plaine fluviale.
En 1936, l’inondation causa la noyade de milliers de moutons et l’eau atteignit une hauteur de 450 mm à l’intérieur de l’hôtel Tinui.
L’inondation de 1991 dévasta le village quand 200 mm de pluie s’abattirent en 24 heures, et la rivière déborda à nouveau en 1992.

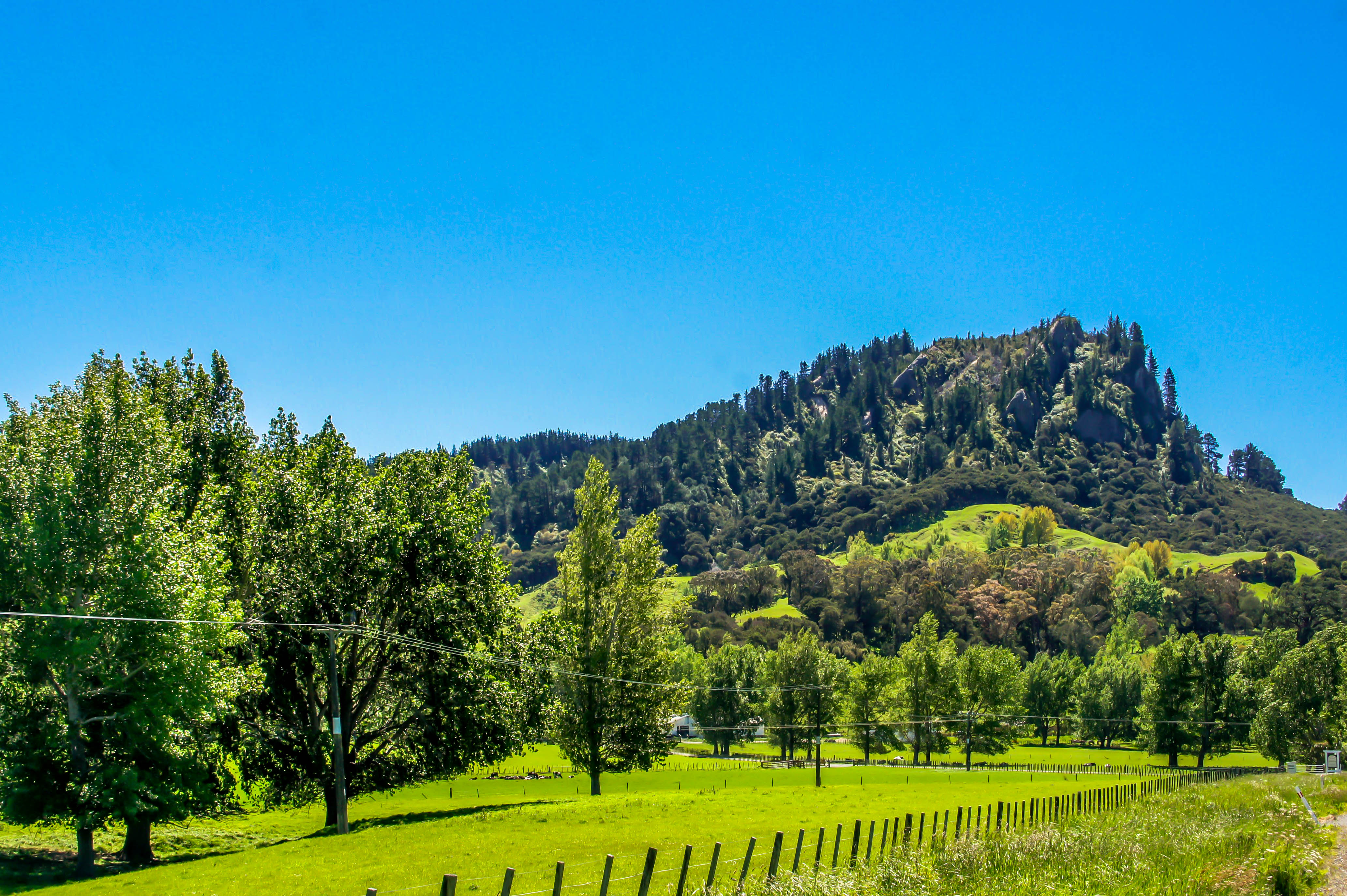
Tinui Taipo
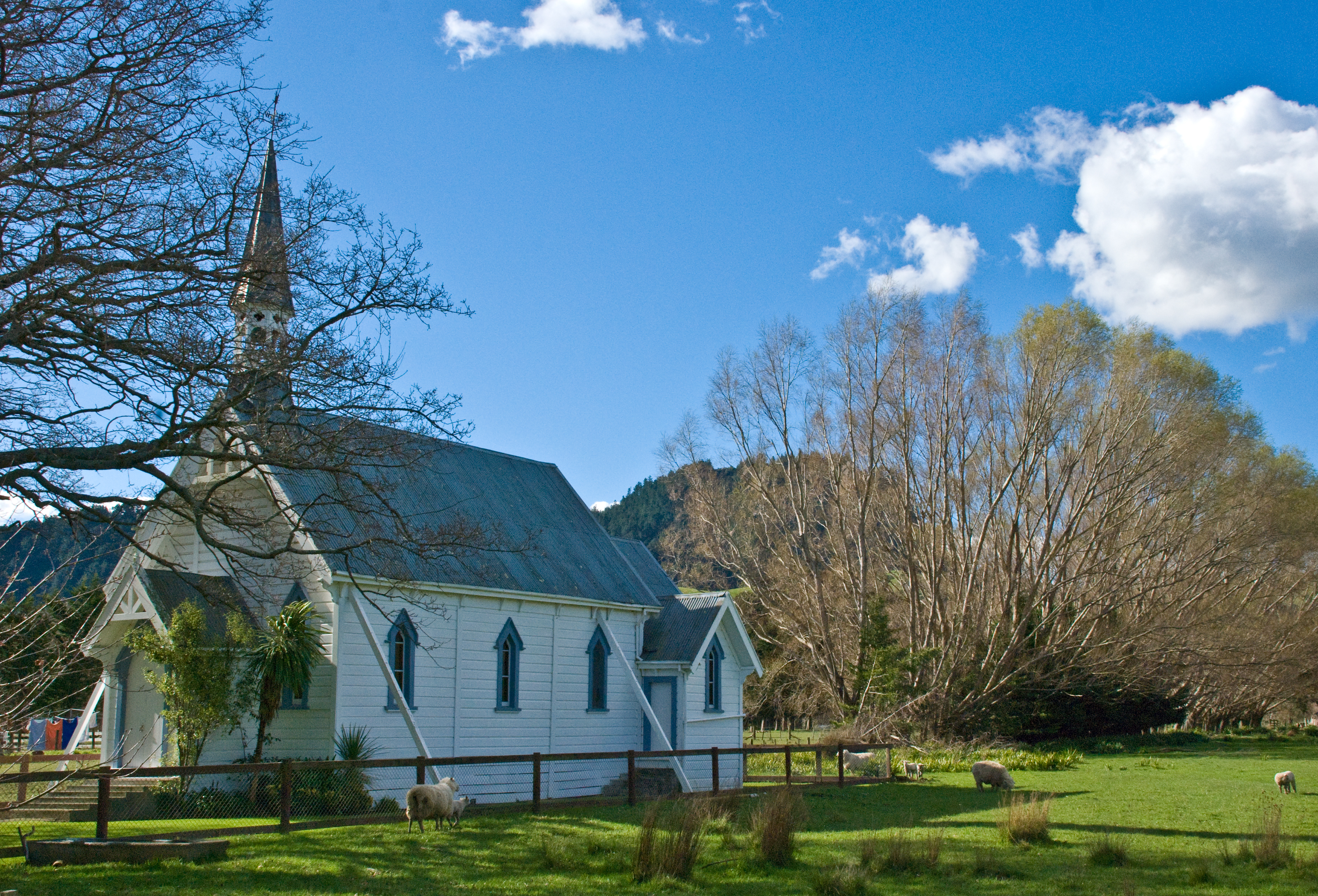
L’église du Bon Pasteur
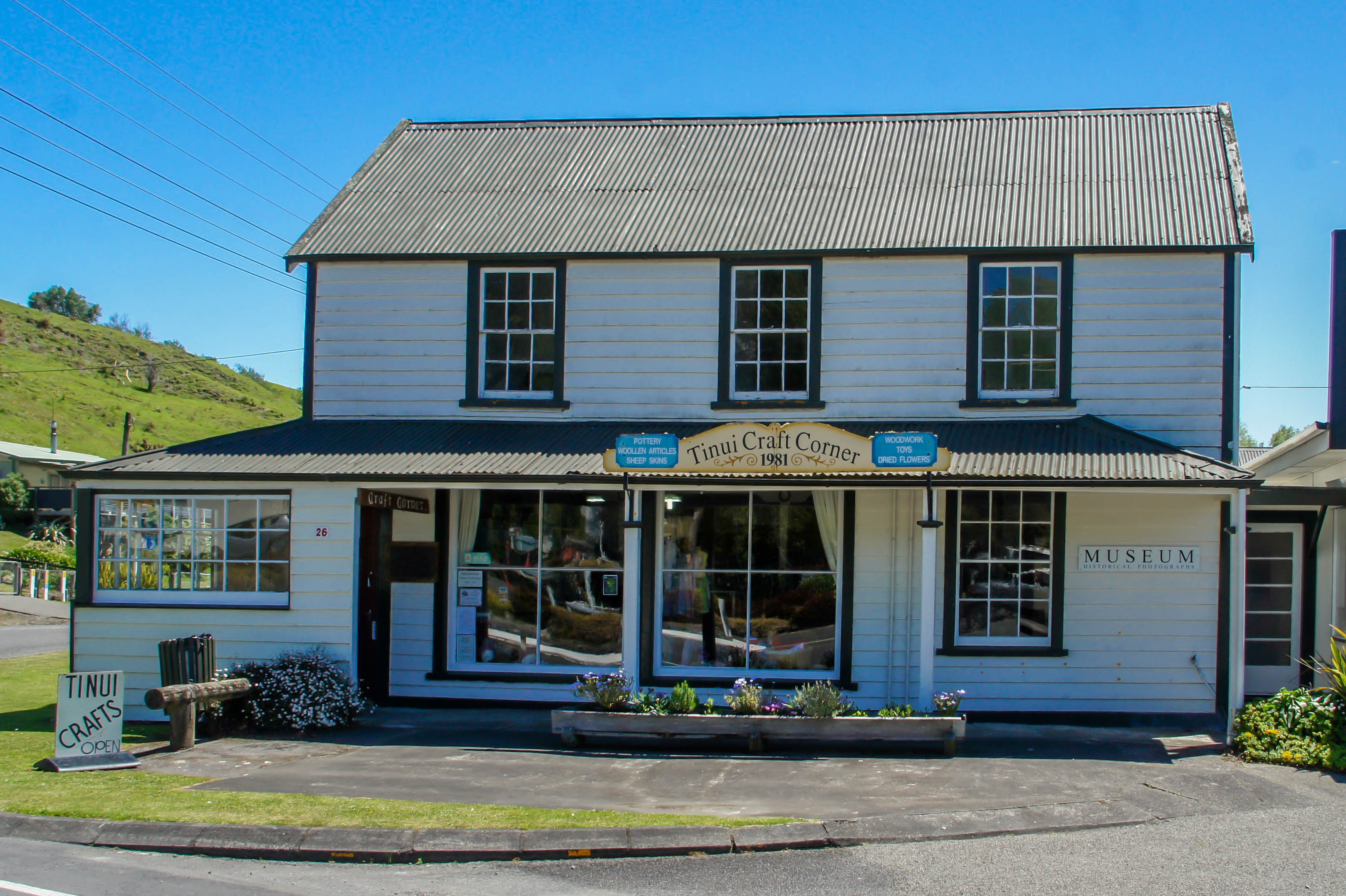
Le musée de Tiunui
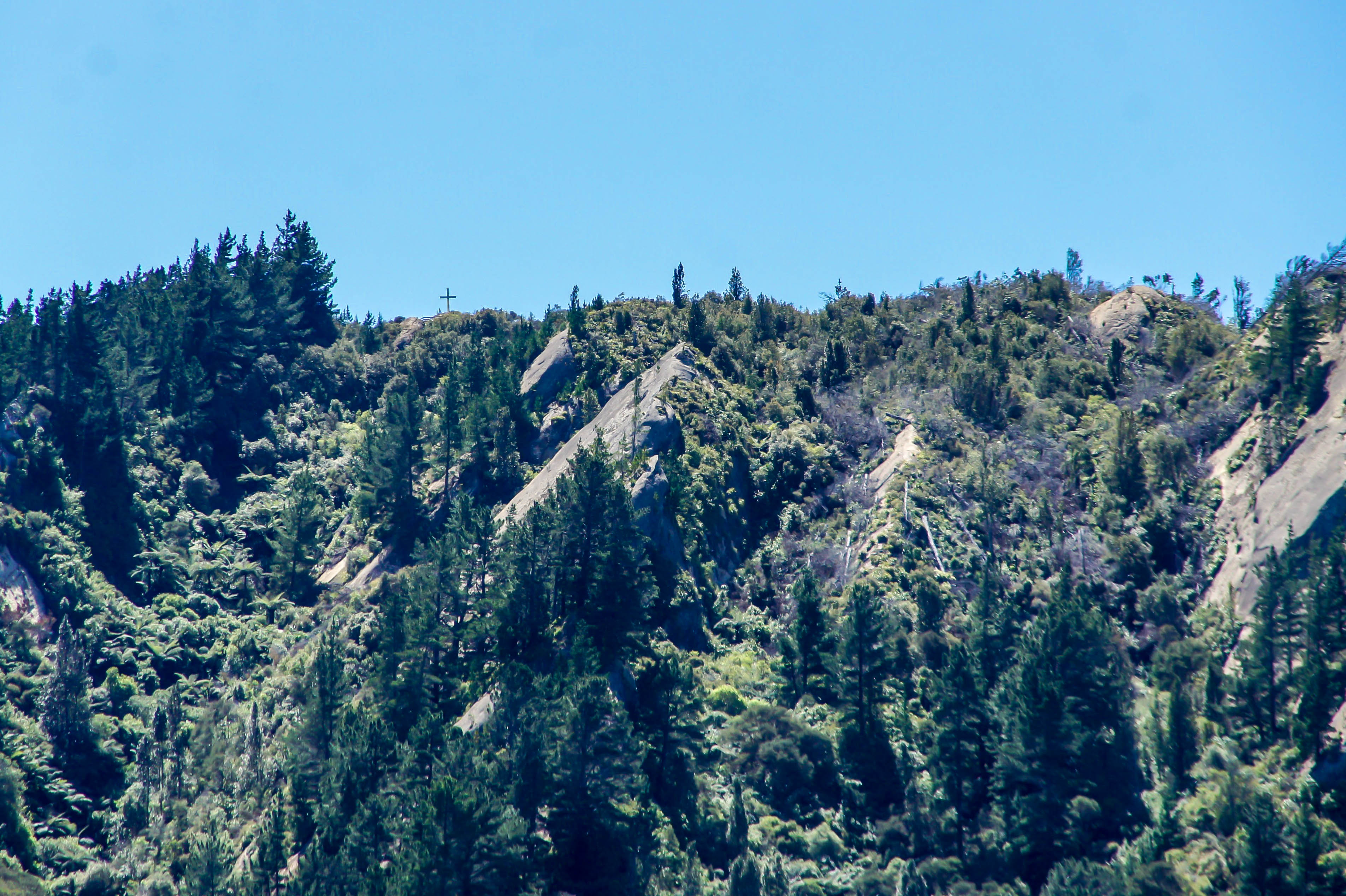
La croix sur la colline
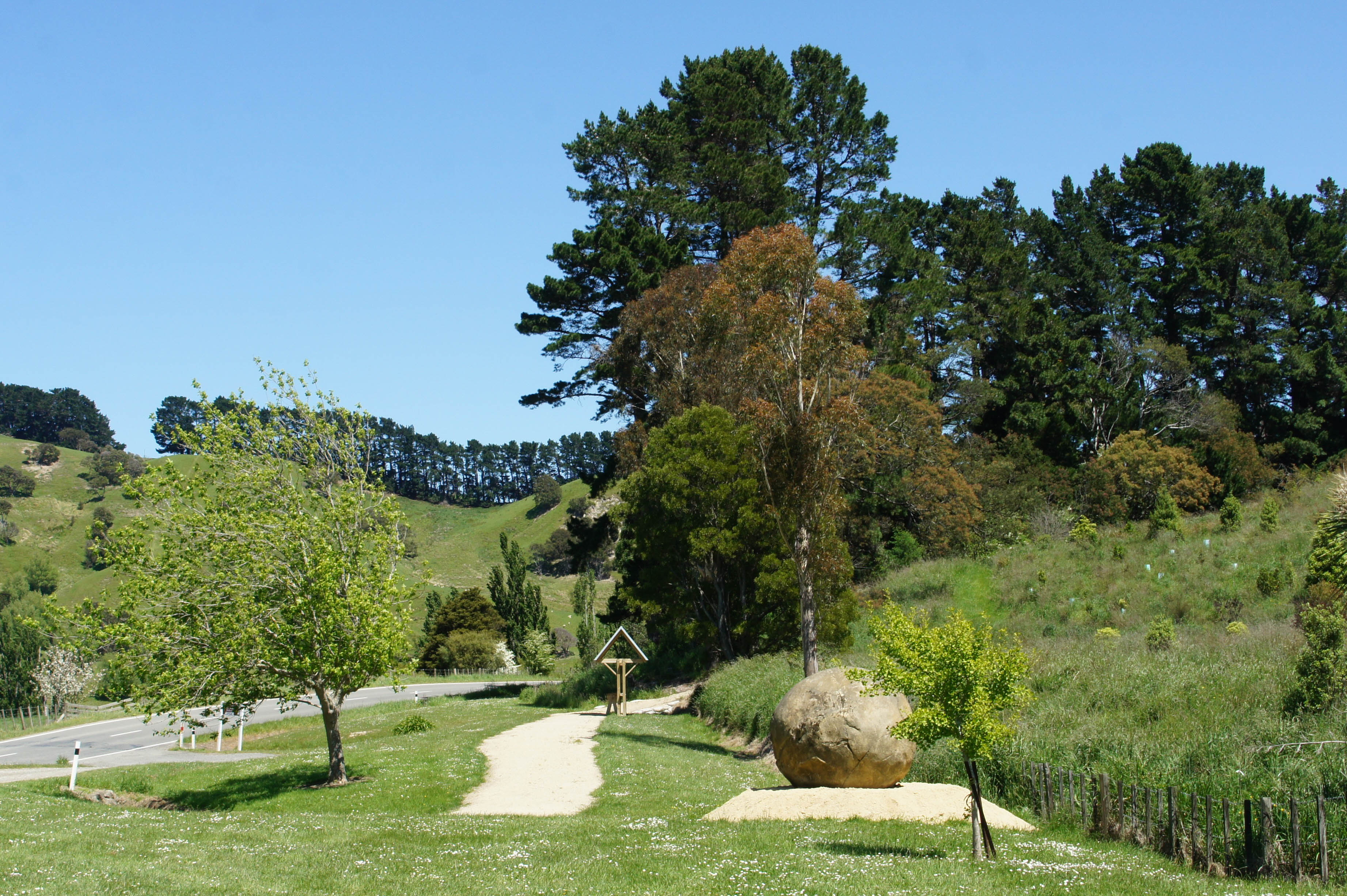
Chemin de l'ANZAC
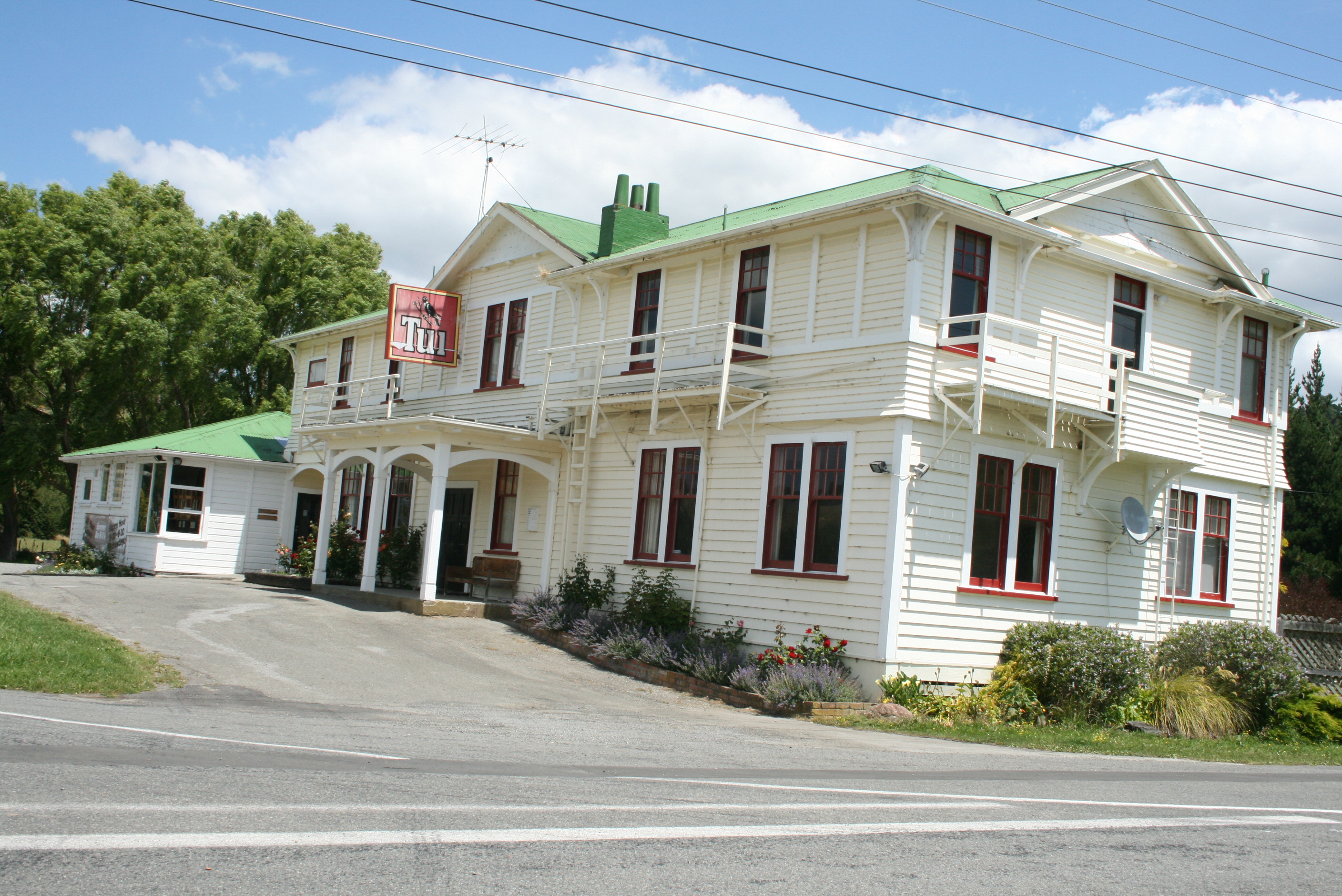
L’hôtel deTīnui